# Esquadrão N.º 450 da RAAF
O Esquadrão N.º 450 foi um esquadrão da Real Força Aérea Australiana (RAAF) que operou durante a Segunda Guerra Mundial. Criado em 1941, na Base aérea de Williamtown, em Nova Gales do Sul, foi o primeiro esquadrão australiano formado sob o Plano de Treino Aéreo da Comunidade Britânica.
Embarcou para o Médio Oriente em Abril de 1941 com um efectivo que consistia inicialmente em tropas terrestres, juntando-se aos pilotos do Esquadrão N.º 260 da RAF para formar o Esquadrão N.º 260/450, que operou por um breve período aviões Hawker Hurricane na Síria. Foi apenas em Fevereiro de 1942 que o esquadrão, agora com os seus próprios pilotos e equipado com aviões Curtiss P-40 Kittyhawk, começou a realizar operações aéreas. Durante os 15 meses que se seguiram, lutou na Campanha Norte-africana e na Campanha da Tunísia, desempenhando missões de combate aéreo e bombardeamento, tendo destruído 49 aeronaves alemãs e italianas; graças a sua prestação, ganhou a alcunha de "The Desert Harassers" (em português: Os Atormentadores do Deserto).
Em Julho de 1943, o esquadrão fez parte da Invasão aliada da Sicília e na Campanha da Itália, desempenhando missões de apoio aéreo próximo. As suas aeronaves atacaram alvos na Jugoslávia, na Sicília e na Itália. Em Maio de 1945, esquadrão foi re-equipado com aviões P-51 Mustang, porém não os chegou a usar em combate devido ao cessar das hostilidades. Em Agosto o esquadrão foi desfeito, tendo sofrido durante a sua existência um total de 63 fatalidades. Na actualidade, através de um acordo com a RAAF, o número do esquadrão é usado pelo Esquadrão de Helicópteros Tácticos N.º 450 da Real Força Aérea Canadiana.

## História
O esquadrão foi formado na Base aérea de Williamtown, perto de Newcastle, Nova Gales do Sul, no dia 7 de fevereiro de 1941. Criado uma semana antes de ser criado o Esquadrão N.º 451, foi o primeiro esquadrão australiano estabelecido sob o Artigo XV do Plano de Treino Aéreo do Império Britânico (EATS). Pretendia-se que fosse um esquadrão "infiltrado", que consistiria inicialmente apenas por militares terrestres (como mecânicos, electricistas, entre outros), e receberia uma tripulação de pilotos depois de ser colocada num teatro de operações.
Inaugurado em Ottawa, no Canadá, em outubro de 1939, o EATS era um plano para aumentar a capacidade da Força Aérea Real (RAF) de treinar tripulações aéreas e de terra, criando condições para vários militares de todo o império (Austrália, Canadá e Nova Zelândia) serem treinados num sistema de instrução inicial, elementar e avançada. Depois da graduação, os militares eram colocados em esquadrões da RAF no Médio Oriente ou nas ilhas britânicas, conforme as necessidades operacionais. Estes esquadrões foram então designados como unidades da RAF, RAAF, Real Força Aérea Canadiana ou Real Força Aérea da Nova Zelândia, pagos e administrados pelo governo britânico. Dezassete esquadrões da RAAF foram formados sob o plano de treino aéreo durante a Segunda Guerra Mundial.

### Médio Oriente e Norte de África
Sob o comando temporário do Flight Lieutenant Bruce Shepherd, o esquadrão deixou a Austrália no dia 11 de abril de 1941, embarcando no navio RMS Queen Elizabeth em Sydney, tendo chegado ao Egipto no dia 3 de maio. Na Base aérea de Abu Suwayr, o Squadron Leader Gordon Steege tomou o comando do esquadrão, antes de haver a inclusão de pilotos e aeronaves Hawker Hurricane do Esquadrão N.º 260, que havia sido criado sem uma equipa de terra. As duas unidades combinadas, agora conhecidas como Esquadrão N.º 260/450, foram transferidas para Amman, na Transjordânia. A sua primeira operação ocorreu no dia 29 de junho de 1941, realizando um ataque a infraestruturas e aeródromos da França de Vichy, aquando da invasão da Síria. O Esquadrão N.º 260/450 existiu apenas durante 10 dias, realizando 61 ataques contra aeródromos, dos quais vinte em patrulhas ofensivas e seis em escoltas a bombardeiros durante a campanha na Síria.
Em Agosto de 1941, os militares do Esquadrão N.º 450 foram separados do Esquadrão N.º 260 quando este recebeu a sua própria equipa terrestre. Assim, o esquadrão australiano foi transferido para a Base aérea de Rayak, no Líbano, para onde também foram transferidas aeronaves Hawker Hurricane e Miles Magister. Um conjunto de 20 jovens pilotos australianos, britânicos e canadianos—na maioria australianos—foram colocados no esquadrão no princípio do mês de Outubro, e deram início ao dia-a-dia operacional de uma unidade. Quinze dias depois, os pilotos foram transferidos para outras unidades e, não havendo ninguém que pilotasse as aeronaves, as mesmas tiveram que ser transferidas para outras unidades. No dia 20 de Outubro, o esquadrão é transferido para Borg el Arab, no Egipto, e começou a operar como uma unidade de reparação, salvamento e serviços, participando na campanha norte-africana.

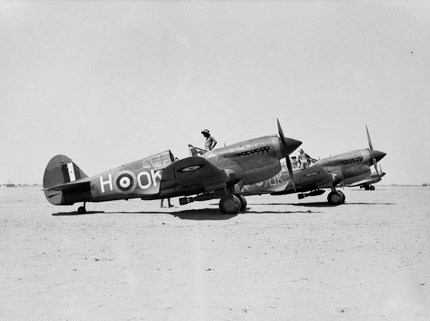
Aviões Kittyhawk do Esquadrão N.º 450 estacionados no deserto do norte de África, em 1942

Em Dezembro de 1941, o esquadrão voltou a receber pilotos e aviões de caça Curtis P-40 Kittyhawk. A 19 de Dezembro, o Comando do Médio Oriente da RAF lançou uma directiva declarando que, embora operados por australianos, os esquadrões 450 e 451 eram "pagos pelo governo britânico e estavam emprestados à Força Aérea Real, sob o Plano de Treino Aéreo do Império Britânico sendo, para todos os efeitos, considerados e tratados no dia-a-dia como esquadrões da RAF". A confusão instalou-se durante algum tempo, até à intervenção do Air Ministry, que lançou um comunicado a 23 de Janeiro de 1942 anunciando que "os esquadrões 450 e 451 deveriam ser tratados e reconhecidos como esquadrões da RAAF". Missões de treino tiveram início no mês de Janeiro, e o esquadrão começou a operar a partir da Base aérea de Gambut a 19 de Fevereiro de 1942, com uma patrulha sem ocorrências perto de Tobruk. Três dias mais tarde o sargento Raymond Shaw tornou-se o primeiro piloto do esquadrão a alcançar uma vitória, depois de interceptar um Junkers Ju 88 perto de Gazala.
O esquadrão tornou-se parte da Asa N.º 239 a 1 de Março de 1942, servindo lado a lado com um esquadrão australiano, o N.º 3, e dois esquadrões britânicos, o N.º 112 e o N.º 250. As principais funções do Esquadrão N.º 450, que consistiam em escoltar bombardeiros de dia e realizar ataques terrestres apoiando o 8.º Exército Britânico, resultaram em pesadas baixas para a unidade. A partir de 26 de Maio, à medida que Erwin Rommel dava início à Batalha de Gazala, todas as unidades que operavam aviões Kittyhawk começaram a focar-se em desempenhar missões de caça-bombardeiro em vez de combate aéreo, de modo a dar apoio às forças da Commonwealth que batiam em retirada. No dia 29 de Maio, o esquadrão abateu mais duas aeronaves alemães, um Junkers Ju 87 e um Messerschmitt Bf 109, perdendo três pilotos, incluindo Shaw. Don McBurnie, o piloto com mais vitórias do esquadrão (cinco vitórias individuais e uma partilhada), alcançou a sua última vitória no dia 4 de Julho de 1942, abatendo um Messerschmitt Bf 110 no mar, depois de ter realizado um bombardeamento num aeródromo perto de Daba.

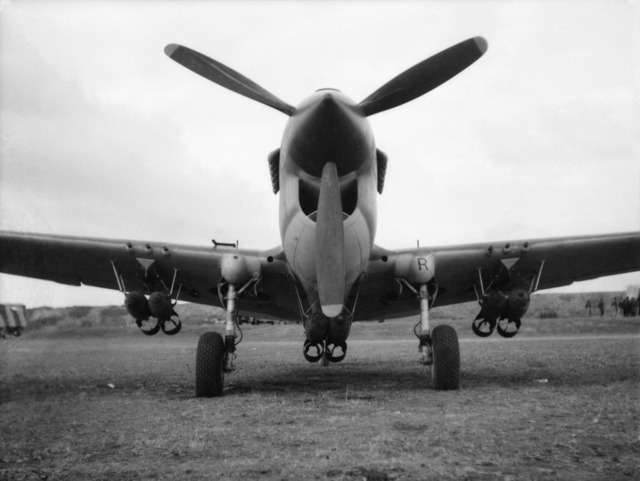
Um avião Kittyhawk do Esquadrão N.º 450 carregado com seis bombas de 110 kg, em 1943

O Esquadrão N.º 450 participou na decisiva Segunda Batalha de El Alamein, durante Outubro e Novembro de 1942, atacando aeródromos inimigos e abatendo três aviões inimigos. Durante este período sofreu várias baixas, incluindo um dos seus melhores pilotos, o Squadron Leader John Williams, que foi abatido e feito prisioneiro no dia 31 de Outubro de 1942, três dias depois de ter sido nomeado líder do esquadrão. O esquadrão estava frequentemente a mudar de localização à medida que os aliados avançavam no terreno, mudando de localização seis vezes apenas no mês de Novembro. Várias vezes usou aeródromos capturados aos inimigos e outros construídos à pressa em terrenos e localizações pouco seguras; um P-40 foi destruído e vários militares do esquadrão faleceram e ficaram feridos devido a minas terrestres em Marble Arch, na Líbia, em Dezembro de 1942.
No final de 1942, o esquadrão entrou na Campanha da Tunísia. Em Março de 1943, à medida que os aliados empurravam o eixo, o esquadrão operava ao longo da Linha Mareth. Neste mês foram realizadas mais de 300 missões. Com o passar das semanas mais avanços levaram o esquadrão a ficar baseado em Karouan. Entre Abril e Maio, mais de 350 missões foram realizadas, incluindo ataques a navios do eixo no Cabo Bon e no Golfo de Tunes. A campanha na Tunísia chegou ao fim a meio do mês de Maio, mas o esquadrão continuou a realizar patrulhas aéreas até Junho. Entre Fevereiro de 1942 e Maio de 1943 o esquadrão abateu 49 aviões do eixo em combates aéreos, perdendo 31 pilotos (quatro em acidentes). Graças à prestação de serviço das batalhas do Norte de África, o esquadrão recebeu a alcunha de "The Desert Harassers" (em português: "Os Atormentadores do Deserto"), adoptando o lema "Harass" ("Tormento"), ambos os quais eram derivados de um comentário da propaganda nazi, que descreveu a unidade como "mercenários australianos cujas tácticas de tormento foram facilmente derrotadas pela Luftwaffe."

### Europa
Depois do final da campanha no deserto, o Esquadrão N.º 450 foi destacado para realizar missões de ataque terrestre durante a Invasão aliada da Sicília. Transferidos para Malta no dia 13 de Julho de 1943, o esquadrão ficou baseado em Luqa, e realizou o primeiro ataque na Sicília. Quatro dias depois, no dia 17 de Julho, o esquadrão é novamente transferido de base, desta vez para Pachino, na Sicília, a partir da qual continuou a realizar missões de ataque terrestre. No dia 1 de Agosto voltou a ser transferido, juntamente com o Esquadrão N.º 3, para Agnone, perto de Catania, onde começaram a realizar missões de escolta e apoio aéreo próximo, no dia 11 de Agosto, lutando e mantendo contacto com as unidades terrestres aliadas perto do vulcão Etna. Na noite de 11 de Agosto, o seu aeródromo foi atacado por bombardeiros Ju 88, que deixaram cair bombas incendiárias e altamente explosivas durante mais de uma hora. Nesta altura o pessoal do esquadrão estava num local próximo ao aeródromo, e apenas um ficou ferido no decorrer do bombardeamento, embora houvesse 12 mortos e 60 feridos nas outras unidades estacionadas no aeródromo. 18 aviões P-40 foram destruídos, incluindo 11 que pertenciam ao esquadrão. Apesar disto, os dois esquadrões da RAAF realizaram 22 missões no dia seguinte.
Durante a fase inicial da campanha aliada no território continental italiano, que começou no início de Setembro de 1943, o esquadrão realizou missões de escolta a bombardeiros. A meio de Setembro, passou a realizar missões de apoio aéreo próximo a partir de Grottaglie, embora também realizasse operações antinavio, incluindo um ataque em Manfredonia no dia 21 de Setembro, durante a qual afundaram dois navios. No mês seguinte, o Esquadrão N.º 450 foi transferido para Foggia, e depois para Mileni. Em Dezembro, foi transferido para Cutella, perto de Termoli, na costa central italiana do Mar Adriático. Aqui, deparou-se com condições meteorológicas adversas, que impediram a realização de operações aéreas; em Cutella, cujo aeródromo se encontrava perto da costa, uma tempestade no dia 1 de Janeiro de 1944 atingiu o complexo, ficando várias aeronaves danificadas.

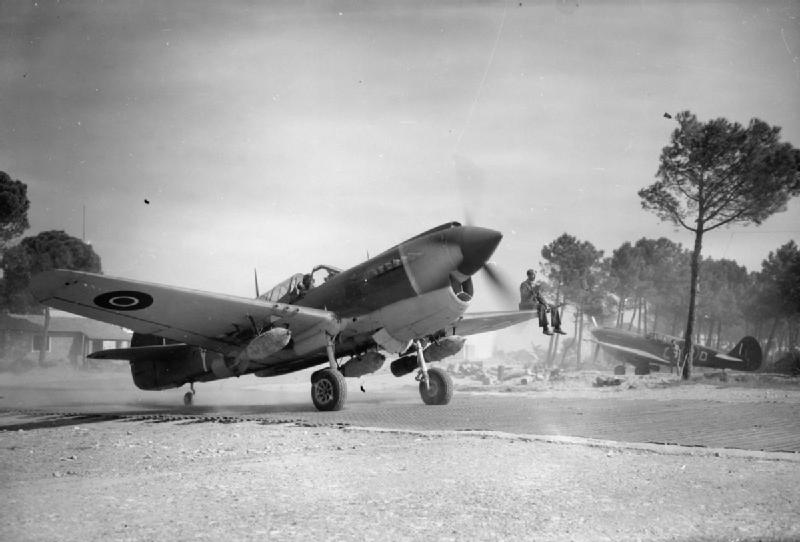
Um avião Kittyhawk do esquadrão estacionado em Cervia, na Itália, onde operou no início de 1945

Entretanto, Williams e outro prisioneiro de guerra do esquadrão, o Flight Lieutenant Reginald Kierath, foram encarcerados juntamente com outros prisioneiros aliados em Stalag Luft III. Em Março de 1944, ambos participaram numa fuga de prisioneiros e foram, juntamente com outros 50 prisioneiros, assassinados pela Gestapo depois de terem sido recapturados. Williams tinha 27 anos e era de Sidney, e Kierath tinha 29 anos e era de Narromine, Nova Gales do Sul.
Ao longo do mês de Janeiro, o Esquadrão N.º 450 realizou operações antinavio e missões de apoio terrestre. De entre os seus alvos, destacam-se o ataque a Dalmácia e no porto marítimo de Sibenik, assim como nos portos de Velaluka e Zera. Em Março, a atenção do esquadrão voltou-se de novo para a Itália, lançando ataques contra linhas rodoviárias e de comunicação alemãs; no mês seguinte, foram realizadas um total de 430 missões. No dia 29 de Abril de 1944, um piloto norte-americano, pilotando um P-47, bombardeou Cutella por engano; o esquadrão não sofreu qualquer baixa humana ou material, contudo um piloto de um hidroavião de busca e salvamento foi morto, vários militares do aeródromo ficaram feridos, um P-40 do Esquadrão N.º 3 foi destruído e outros ficaram danificados. No mês seguinte, o esquadrão foi transferido para San Angelo, a partir de onde lançaram uma série de ataques, juntamente com outros esquadrões, contra um comboio de cerca de 200 veículos do eixo. No final, 123 veículos ficaram destruídos ou danificados. Mais tarde, o Esquadrão N.º 450 operou a partir de vários aeródromos no centro e no norte da Península Itálica, período no qual o esquadrão bombardeava e atacava qualquer alvo a pedido das tropas terrestres. Em Junho e Julho de 1944, o esquadrão realizou mais de 1 100 missões. As unidades australianas de P-40 Kittyhawk eram regularmente elogiadas pela precisão nos seus ataques; depois de uma missão de bombardeamento realizada pelo Esquadrão N.º 450, no dia 12 de Julho, o Oitavo Exército Britânico enviou uma mensagem para o quartel-general da Asa N.º 239 da RAF dizendo: "Excelente bombardeamento. Bom espectáculo e obrigado. Não será preciso mais nenhum ataque."

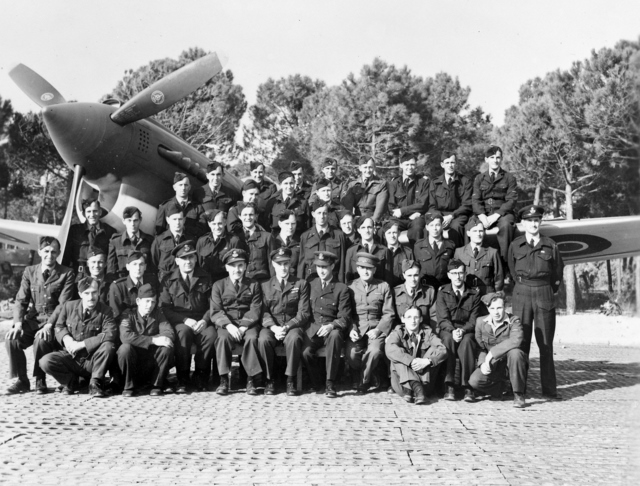
Militares do Esquadrão N.º 450, em Maio de 1945

Entre Agosto e Setembro de 1944 o Esquadrão N.º 450 participou na ofensiva contra a Linha Gótica. O seu primeiro ataque, no início de Agosto, teve como alvo uma bateria de artilharia, e no decorrer do ataque três P-40 foram abatidos; durante os próximos meses, vários ataques foram realizados a uma grande variedade de alvos, incluindo caravanas, posições defensivas, peças defensivas e de artilharia, e até onde havia concentração de tropas inimigas. A partir de Novembro, o esquadrão começou a operar a partir de Fano, na costa nordeste italiana, ficando ao alcance de participar no ataque às forças alemãs na Jugoslávia. O seu efectivo de pilotos durante a segunda metade de 1944 foi de 25 pilotos da RAAF, 7 da RAF e 5 da Força Aérea da África do Sul. Em Fevereiro de 1945, o esquadrão começou a operar a partir de Cervia; neste mês, perdeu três pilotos devido a bombas detonadas prematuramente. No dia 21 de Março participou na Operação Bowler, um grande ataque ao porto marítimo de Veneza. O ataque resultou no afundamento de um navio mercante, um torpedeiro, um navio a vapor de transporte de passageiros e carga, cinco armazéns e várias infra-estruturas do porto.
Em Maio de 1945, com o cessar das hostilidades na Europa, o Esquadrão N.º 450 foi transferido para Lavariano, uma localidade a sul de Udine. Nesta altura começou a substituir os seus P-40 Kittyhawk por aviões P-51 Mustang. No dia 20 de Agosto de 1945, o esquadrão foi extinto, não havendo justificação para continuar em serviço. Durante a guerra, perdeu 63 militares em combate, dos quais 49 eram australianos.

## Legado
Desde o final da Segunda Guerra Mundial, o esquadrão nunca mais voltou a estar activo, embora a designação numérica "450" tenha sido assumida pelo Esquadrão de Helicópteros Tácticos N.º 450, em Março de 1968. O uso do número foi o resultado de um erro administrativo, sendo que os esquadrões canadianos formados durante a Segunda Guerra Mundial eram numerados com números entre o 400 e 449. Posteriormente foi acordado entre a RCAF e a RAAF, e o esquadrão canadiano pôde manter a sua designação numérica. Encontra-se actualmente em Petawawa, em Ontário, e opera helicópteros Boeing CH-47 Chinook.
Gordon Steege, o primeiro verdadeiro comandante do Esquadrão N.º 450, tornou-se patrono da associação do esquadrão em Abril de 2008. Ele faleceu em Setembro de 2013, com 95 anos.

## Aeronaves operadas

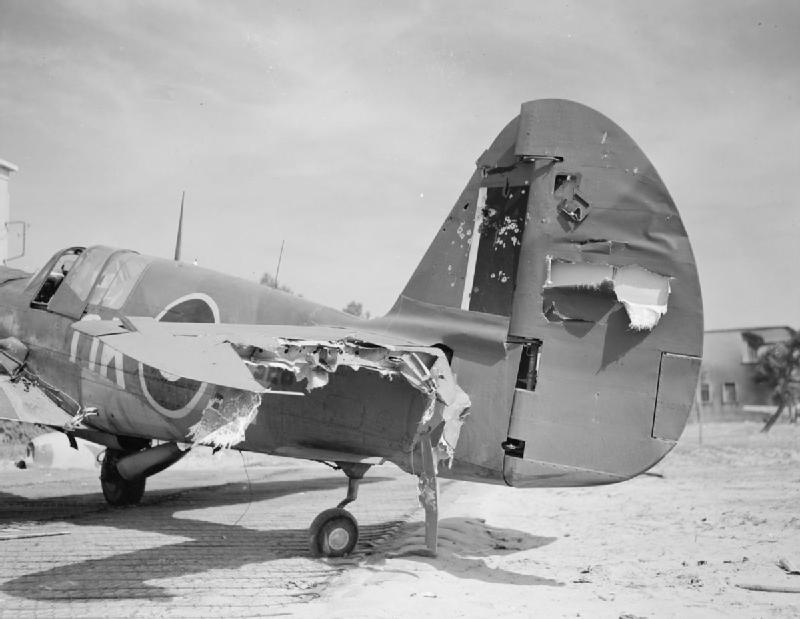
Um Kittyhawk do esquadrão em Cervia, na Itália, depois de ter sido atingido por artilharia antiaérea em 1945

O Esquadrão N.º 450 operou as seguintes aeronaves:
| De               | Até              | Aeronave                    |
| ---------------- | ---------------- | --------------------------- |
| Maio de 1941     | Dezembro de 1941 | Hawker Hurricane            |
| Dezembro de 1941 | Setembro de 1942 | Curtiss P-40 Kittyhawk      |
| 1942             | Setembro de 1942 | Curtiss P-40 Kittyhawk      |
| Setembro de 1942 | Outubro de 1943  | Curtiss P-40 Kittyhawk      |
| Outubro de 1943  | Agosto de 1945   | Curtiss P-40 Kittyhawk      |
| Maio de 1945     | Agosto de 1945   | North American P-51 Mustang |

## Bases e aeródromos

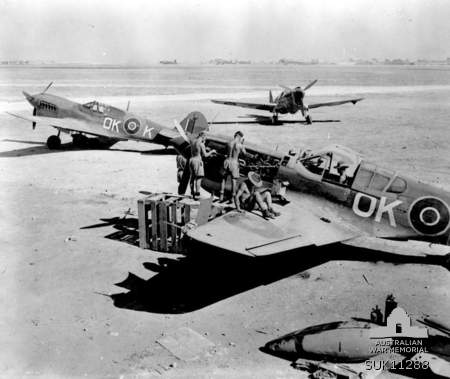
Tripulações do Esquadrão N.º 450 numa base em Malta, preparando os caças-bombardeiros Kittyhawk para operações aéreas durante a invasão da Sicília, em 1943

O Esquadrão N.º 450, durante a sua existência, operou a partir das seguintes bases:
| De                      | Até                     | Base                                         |
| ----------------------- | ----------------------- | -------------------------------------------- |
| 16 de Fevereiro de 1941 | 9 de Abril de 1941      | Base aérea de Williamtown, Nova Gales do Sul |
| 9 de Abril de 1941      | 12 de Maio de 1941      | Deslocação para o Médio Oriente              |
| 12 de Maio de 1941      | 23 de Junho de 1941     | Base aérea de Abu Suwayr, Egipto             |
| 23 de Junho de 1941     | 29 de Junho de 1941     | RAF Aqir, Palestina                          |
| 29 de Junho de 1941     | 11 de Julho de 1941     | RAF Amman, Jordão                            |
| 11 de Julho de 1941     | 18 de Julho de 1941     | Damasco, Siria                               |
| 18 de Julho de 1941     | 4 de Agosto de 1941     | RAF Haifa, Palestina                         |
| 4 de Agosto de 1941     | 19 de Agosto de 1941    | Al-Bassa, Palestina                          |
| 19 de Agosto de 1941    | 25 de Outubro de 1941   | Base aérea de Rayak, Líbano                  |
| 25 de Outubro de 1941   | 12 de Dezembro de 1941  | Aeródromo de Burg El Arab, Egipto            |
| 12 de Dezembro de 1941  | 30 de Janeiro de 1942   | LG.207/LG 'Y' (Qassassin), Egipto            |
| 30 de Janeiro de 1942   | 16 de Fevereiro de 1942 | LG.12 (Aeródromo Sidi Haneish), Egipto       |
| 16 de Fevereiro de 1942 | 22 de Fevereiro de 1942 | LG.139, Líbia                                |
| 22 de Fevereiro de 1942 | 9 de Março de 1942      | LG.142/143, Líbia                            |
| 9 de Março de 1942      | 16 de Abril de 1942     | LG.139, Líbia                                |
| 16 de Abril de 1942     | 17 de Junho de 1942     | LG.142/143, Líbia                            |
| 17 de Junho de 1942     | 18 de Junho de 1942     | LG.148/Aeródromo Sidi Azeiz, Líbia           |
| 18 de Junho de 1942     | 24 de Junho de 1942     | LG.75, Egipto                                |
| 24 de Junho de 1942     | 27 de Junho de 1942     | LG.102, Egipto                               |
| 27 de Junho de 1942     | 30 de Junho de 1942     | LG.106, Egipto                               |
| 30 de Junho de 1942     | 2 de Outubro de 1942    | LG.91, Egipto                                |
| 2 de Outubro de 1942    | 14 de Outubro de 1942   | LG.224/Cairo, Egipto                         |
| 14 de Outubro de 1942   | 6 de Novembro de 1942   | LG.175, Egipto                               |
| 6 de Novembro de 1942   | 9 de Novembro de 1942   | LG.106, Egipto                               |
| 9 de Novembro de 1942   | 11 de Novembro de 1942  | LG.101, Egipto                               |
| 11 de Novembro de 1942  | 14 de Novembro de 1942  | LG.76, Egipto                                |
| 14 de Novembro de 1942  | 15 de Novembro de 1942  | LG.139, Líbia                                |
| 15 de Novembro de 1942  | 19 de Novembro de 1942  | Gazala, Líbia                                |
| 19 de Novembro de 1942  | 8 de Dezembro de 1942   | Aeródromo de Martuba, Líbia                  |
| 8 de Dezembro de 1942   | 18 de Dezembro de 1942  | Aeródromo de Belandah, Líbia                 |
| 18 de Dezembro de 1942  | 1 de Janeiro de 1943    | Aeródromo de Marble Arch, Líbia              |
| 1 de Janeiro de 1943    | 9 de Janeiro de 1943    | Aeródromo de Além el Chel, Líbia             |
| 9 de Janeiro de 1943    | 18 de Janeiro de 1943   | Aeródromo Hamraiet 3, Líbia                  |
| 18 de Janeiro de 1943   | 24 de Janeiro de 1943   | Aeródromo de Sedadah, Líbia                  |
| 24 de Janeiro de 1943   | 14 de Fevereiro de 1943 | Aeródromo Castel Benito, Líbia               |
| 14 de Fevereiro de 1943 | 8 de Março de 1943      | Aeródromo de El Assa, Líbia                  |
| 8 de Março de 1943      | 21 de Março de 1943     | Aeródromo de Nefatia, Tunísia                |
| 21 de Março de 1943     | 6 de Abril de 1943      | Medenine, Tunísia                            |
| 6 de Abril de 1943      | 14 de Abril de 1943     | El Hamma, Tunísia                            |
| 14 de Abril de 1943     | 18 de Abril de 1943     | Aeródromo de El Djem, Tunísia                |
| 18 de Abril de 1943     | 18 de Maio de 1943      | Além, Tunísia                                |
| 18 de Maio de 1943      | 13 de Julho de 1943     | Zuara, Líbia                                 |
| 13 de Julho de 1943     | 18 de Julho de 1943     | RAF Luqa, Malta                              |
| 18 de Julho de 1943     | 2 de Agosto de 1943     | Pachino, Sicília , Itália                    |
| 2 de Agosto de 1943     | 16 de Setembro de 1943  | Agnone, Sicília, Itália                      |
| 16 de Setembro de 1943  | 23 de Setembro de 1943  | Grottaglie, Itália                           |
| 23 de Setembro de 1943  | 3 de Outubro de 1943    | Bari, Itália                                 |
| 3 de Outubro de 1943    | 27 de Outubro de 1943   | Foggia, Itália                               |
| 27 de Outubro de 1943   | 28 de Dezembro de 1943  | Mileni, Itália                               |
| 28 de Dezembro de 1943  | 22 de Maio de 1944      | Cutella, Itália                              |
| 22 de Maio de 1944      | 12 de Junho de 1944     | San Angelo, Itália                           |
| 12 de Junho de 1944     | 23 de Junho de 1944     | Guidonia, Itália                             |
| 23 de Junho de 1944     | 9 de Julho de 1944      | Falério, Itália                              |
| 9 de Julho de 1944      | 28 de Agosto de 1944    | Creti, Itália                                |
| 28 de Agosto de 1944    | 11 de Setembro de 1944  | Aeródromo de Iesi, Itália                    |
| 11 de Setembro de 1944  | 20 de Setembro de 1944  | Foiano della Chiana, Itália                  |
| 20 de Setembro de 1944  | 17 de Novembro de 1944  | Aeródromo de Iesi, Itália                    |
| 17 de Novembro de 1944  | 25 de Fevereiro de 1945 | Aeroporto de Fano, Itália                    |
| 25 de Fevereiro de 1945 | 19 de Maio de 1945      | Base aérea de Cervia, Itália                 |
| 19 de Maio de 1945      | 20 de Agosto de 1945    | Lavariano, Itália                            |

## Comandantes

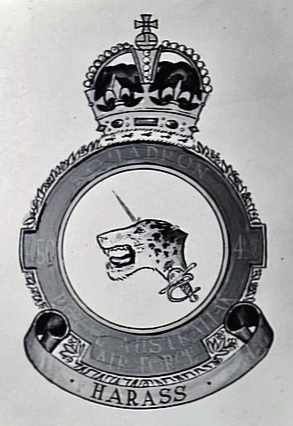
Emblema original do Esquadrão N.º 450, desenhado pelo atirador Les Rex, em Julho de 1943

O Esquadrão N.º 450 foi chefiado pelos seguintes comandantes:
| Data de início de funções | Nome                                       |
| ------------------------- | ------------------------------------------ |
| 25 de Março de 1941       | Flight Lieutenant Bruce McRae Shepherd     |
| 31 de Maio de 1941        | Squadron Leader Gordon Henry Steege        |
| 7 de Maio de 1942         | Squadron Leader Alan Douglas Ferguson      |
| 18 de Outubro de 1942     | Squadron Leader John Edwin Ashley Williams |
| 2 de Novembro de 1942     | Squadron Leader M.H.C. Barber              |
| 16 de Março de 1943       | Squadron Leader John Phillip Bartle        |
| 6 de Novembro de 1943     | Squadron Leader Sydney George Welshman     |
| 6 de Dezembro de 1943     | Squadron Leader Kenneth Royce Sands        |
| 7 de Abril de 1944        | Squadron Leader Ray Trevor Hudson          |
| 15 de Junho de 1944       | Squadron Leader John Dennis Gleeson        |
| 25 de Outubro de 1944     | Squadron Leader Jack Carlisle Doyle        |